# Femke Halsema
Femke Halsema (ur. 25 kwietnia 1966 w Haarlemie) – holenderska polityk, posłanka do Tweede Kamer, w latach 2002–2010 lider Zielonej Lewicy (GroenLinks), od 2018 burmistrz Amsterdamu.

## Życiorys
Jej matka urodziła się w zasymilowanej rodzinie Żydów. Do 1988 Femke Halsema kształciła się w ramach programu studium nauczycielskiego, następnie do 1993 studiowała nauki społeczne na Uniwersytecie w Utrechcie, specjalizując się w socjologii prawa i kryminologii. W latach 1991–1993 pracowała przy jednym z projektów prewencyjnych w resorcie spraw wewnętrznych, a także na macierzystej uczelni. Później do 1997 była zatrudniona w Wiardi Beckman Stichting, think tanku związanym z Partią Pracy. W latach 1997–1998 współpracowała z centrum kulturalnym De Balie. Od 1996 była redaktorką „De Helling”, czasopisma politycznego GroenLinks.
Pod koniec lat 90. przeszła z Partii Pracy do Zielonej Lewicy. W tym samym roku z ramienia tego ugrupowania uzyskała mandat posłanki do Tweede Kamer. Do niższej izby Stanów Generalnych była następnie wybierana w wyborach w 2002, 2003, 2006 i 2010. W maju 2002 została wiceprzewodniczącą frakcji poselskiej. W listopadzie tego samego roku zastąpiła Paula Rosenmöllera na stanowisku przewodniczącej klubu deputowanych, stając się jednocześnie liderem politycznym GroenLinks. Funkcję tę pełniła do grudnia 2010.
W styczniu 2011 zrezygnowała z mandatu poselskiego i zadeklarowała wycofanie się z działalności politycznej. Została wykładowczynią na Tilburg University, autorką filmów dokumentalnych i publicystką, współpracującą m.in. z „de Volkskrant”. W lipcu 2018 została powołana na stanowisko burmistrza Amsterdamu.